# Leal Legión Lusitana
La Leal Legión Lusitana (LLL), ocasionalmente también referida como Leal Legión Portuguesa, fue un cuerpo de voluntarios constituido por portugueses exiliados en Gran Bretaña que, en el contexto de la Guerra Peninsular, patrocinado por sir Robert Thomas Wilson y que combatieron los invasores franceses.

## Historia
Con el apoyo del Gobierno Británico, se formó por iniciativa de los coroneles del Ejército Portugués, José Maria de Moura y Carlos Frederico Lecor, en la ciudad de Plymouth, en julio de 1808.
Desembarcó en Oporto en septiembre de este mismo año. Entre 1808 y 1811, integrado en el ejército anglo-portugués, luchó contra las tropas de Napoleón Bonaparte, tanto en Portugal como en España. Entre otros combates, estuvo presente en las batallas de Busaco y Talavera de la Reina. 
Además de portugueses, el cuerpo incluía también militares británicos (inclusive su comandante, el coronel Robert Thomas Wilson), 26 suizos, 63 alemanes y 15 piamonteses desertores del ejército napoleónico.
La LLL fue disuelta el 4 de mayo de 1811, siendo transformados sus batallones en regulares del Ejército Portugués.

## Organización
La LLL estaba organizada como un regimiento de infantaría ligera, reforzado como una batería de artillería, comprendiendo:
- Estado-mayor
- 1º Batallón
- 2º Batallón
- Cuerpo de Artillería.

Cada batallón incluía 10 compañías y cerca de 1000 militares. El Cuerpo de Artillería consistía en una batería con seis piezas y cerca de 80 militares. En total, el efectivo de la LLL ascendía a cerca de 2200 hombres.
Cuando se disuelve, su 1º Batallón se transforma en el Batallón de Cazadores Nº 7 y el 2º Batallón en el Batallón de Cazadores Nº 8. Con el personal restante de la LLL se organiza el Batallón de Cazadores Nº 9.

## Equipamiento
El equipamiento de la LLL, suministrado por los británicos, era semejante al de las tropas de infantería ligera del Ejército Británico. El color era verde, que era el color simbólico de la Casa de Braganza. Los militares usaban una barretina mostrando en el frente una llama con las siglas "LLL".